# Larryleachia sociarum
Larryleachia sociarum är en oleanderväxtart som först beskrevs av A.C. White och B. Sloane, och fick sitt nu gällande namn av D.C.H. Plowes. Larryleachia sociarum ingår i släktet Larryleachia och familjen oleanderväxter. Inga underarter finns listade i Catalogue of Life.